# Максимцево (Кимрский район)
Максимцево — деревня в Кимрском районе Тверской области. Входит в состав Ильинского сельского поселения.

## География
Находится в юго-восточной части Тверской области на расстоянии приблизительно 26 км на запад-северо-запад по прямой от районного центра города Кимры в левобережной части района.

## История
Известна была с 1628 года как пустошь. Как деревня отмечается с 1851 года, когда здесь было 27 дворов. В 1859 году здесь (деревня Корчевского уезда Тверской губернии) было учтено 27 дворов, в 1887 — 44.

## Население
Численность населения: 242 человека (1851 год), 217 (1859 год), 284 (1887), 48 (русские 98 %) в 2002 году, 42 в 2010.